# Campionatul Mondial de Handbal Masculin din 1990
A 12-a ediție a Campionatului Mondial de Handbal Masculin s-a desfășurat în perioada 25 februarie-8 martie 1990 în Cehoslovacia. Echipa Suediei a câștigat campionatul după ce a învins în finală echipa URSS cu scorul de 27 - 23 și a devenit pentru a treia oară campioană mondială.

## Clasament final
| Poz. | Echipă            |
| ---- | ----------------- |
| 1    | Suedia            |
| 2    | Uniunea Sovietică |
| 3    | România           |
| 4    | Iugoslavia        |
| 5    | Spania            |
| 6    | Ungaria           |
| 7    | Cehoslovacia      |
| 8    | Germania de Est   |
| 9    | Franța            |
| 10   | Islanda           |
| 11   | Polonia           |
| 12   | Coreea de Sud     |
| 13   | Elveția           |
| 14   | Cuba              |
| 15   | Japonia           |
| 16   | Algeria           |

## Legături externe
- en  Campionatul Mondial din 1990 la Federația Internațională de Handbal